# Régiment de Richelieu (régiment des Gardes françaises)
Pour les articles homonymes, voir Régiment de Richelieu (homonymie).
Le régiment de Richelieu, créé en 1561, est l'une des plus anciennes unités d'infanterie française.

## Historique
- 1561 : création du régiment de Richelieu, à Orléans, par François du Plessis, seigneur de Richelieu[1], à partir d’une enseigne[2] écossaise et 11 enseignes des vieilles bandes de Picardie[3].

On trouve le régiment en
- 1562 aux :
  - Siège de Rouen
  - Bataille de Dreux
- 1563 : 
  - Siège d'Orléans
  - Siège du Havre
  - Le 1er août 1563, le régiment est dissous. 5 enseignes permettent de créer les  enseignes de la garde du Roi.